# 1095 Avenue Of The Americas
1095 Avenue Of The Americas este o clădire ce se află în New York City.

## Legături externe
- Emporis
- Skyscraperpage